# Lexus HS
Lexus HS – samochód osobowy o napędzie hybrydowym produkowany przez japoński koncern Toyota pod marką Lexus w latach 2009 - 2018. Auto po raz pierwszy zaprezentowano podczas Północnoamerykańskich międzynarodowych targów motoryzacyjnych w Detroit w styczniu 2009 roku. Samochód był pierwszym modelem Lexusa dostępnym wyłącznie z napędem hybrydowym.  

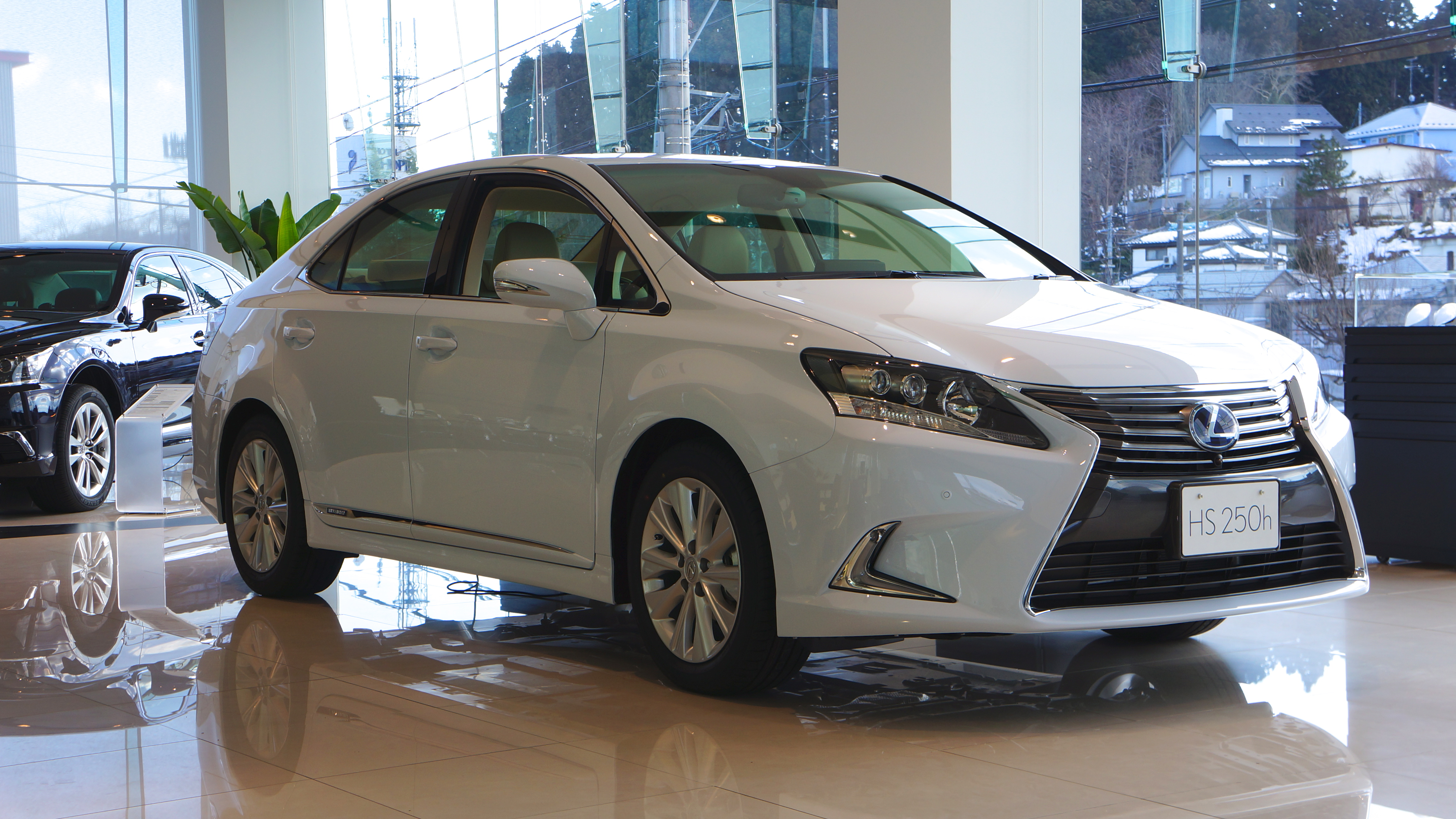
Lexus HS po liftingu

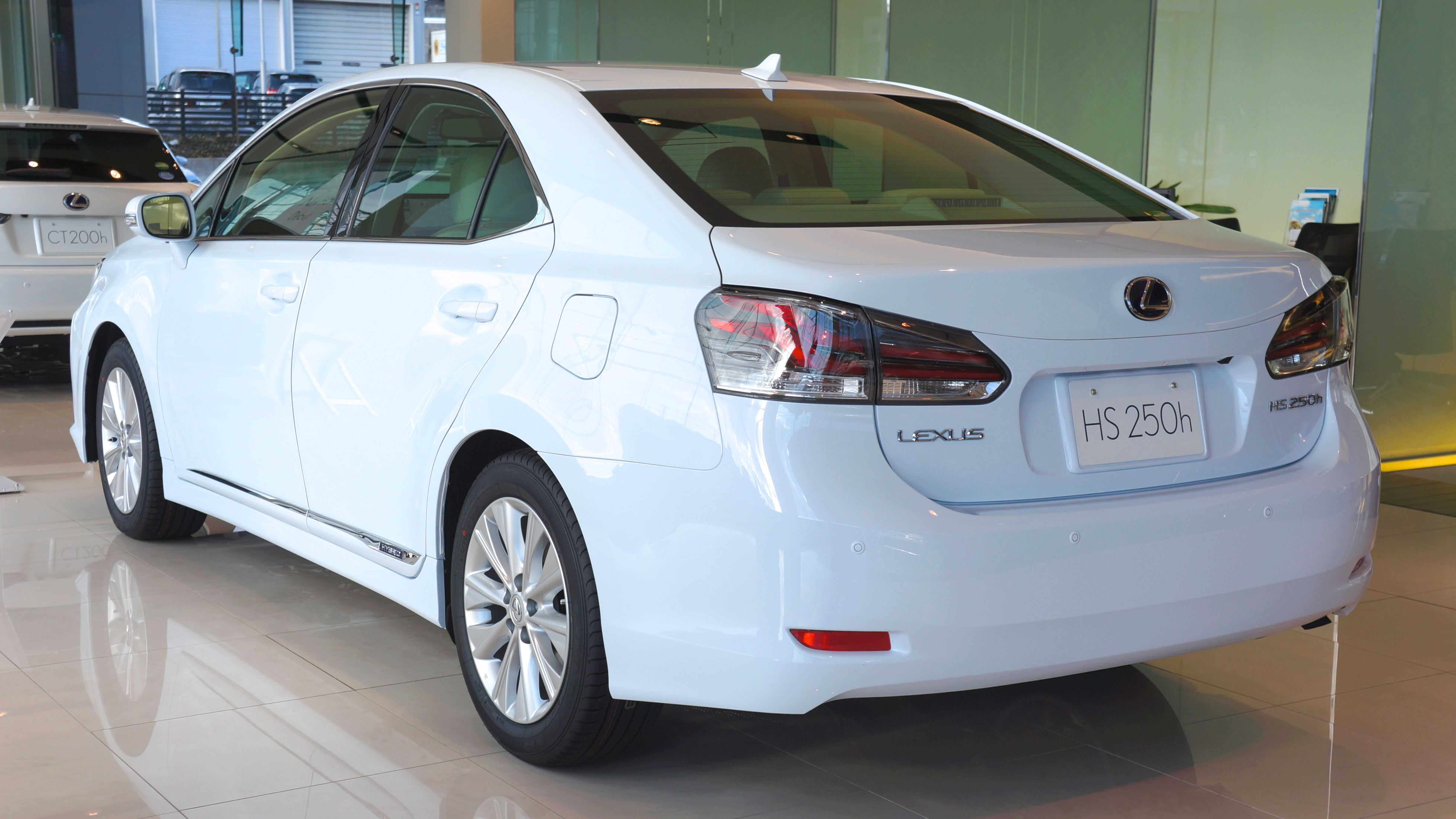
Tył HS po liftingu

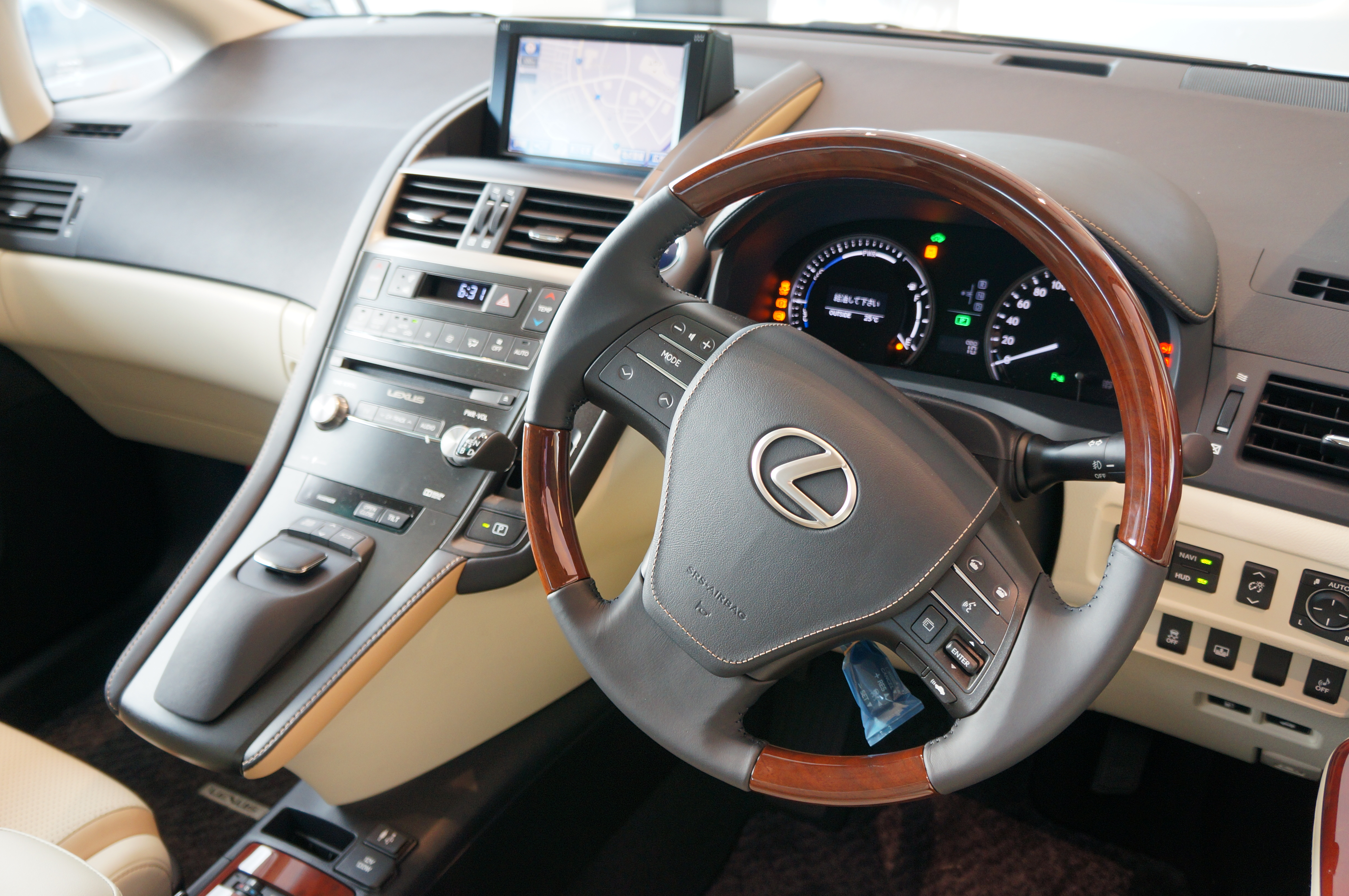
Wnętrze HS po liftingu

W 2012 roku z powodu zbyt słabych wyników sprzedaży wycofano model z rynku amerykańskiego. W 2013 roku auto otrzymało face lifting. Zmieniono m.in. przód pojazdu z charakterystyczną dla obecnie produkowanych modeli marki atrapą chłodnicy oraz reflektory. Z tyłu pojazdu zmieniono m.in. lampy.

## Silnik
- R4 2,4 l (2362 cm³), 4 zawory na cylinder, DOHC
- Układ zasilania: wtrysk
- Średnica cylindra × skok tłoka: 88,50 x 96,00 mm
- Stopień sprężania: b/d
- Moc maksymalna: 150 KM (110 kW) przy 6000 obr./min
- Maksymalny moment obrotowy: 187 N•m przy 4400 obr./min
- Silnik elektryczny: 143 KM (105 kW) (akumulator niklowo-metalowo-wodorkowy)

## Osiągi[3]
- Przyspieszenie 0-100 km/h: 8,4 s
- Prędkość maksymalna: 180 km/h
- Zużycie paliwa[4]:
  - Miasto: 6,7 l / 100 km
  - Trasa: 6,9 l / 100 km

## Sprzedaż
| Rocznik | Sprzedaż USA | Sprzedaż Japonia |
| ------- | ------------ | ---------------- |
| 2009    | 6 699        | 8 494            |
| 2010    | 10 633       | 14 247           |
| 2011    | 2 864        | 6 263            |
| 2012    | 649          | 4 965            |